# Хазановский, Израиль Самойлович
Изра́иль Само́йлович Хазано́вский (1901, Орёл — 1985) — советский архитектор.

## Биография
Израиль Хазановский родился в 1901 году в городе Орел.
В 1929 году окончил архитектурный факультет Харьковского художественного института. Работал в институтах «Гипросталь», «Гипрозаводтранс», «Промстройпроект», преподавал в ХИСИ, доцент кафедры архитектуры. Автор, соавтор, главный архитектор проектов ряда корпусов и сооружений промпредприятий Украины и России. Опубликовал несколько научных работ.
Скончался в 1985 году.

## Реализованные проекты
- Запорожский металлургический завод;
- Макеевский металлургический завод;
- Главная контора Харьковского тракторного завода;
- Бассейн харьковского стадиона «Пионер».